# Kutusaari (ö i Södra Savolax, S:t Michel, lat 62,08, long 26,48)
Kutusaari är en ö i Finland. Den ligger i sjön Synsiä och i kommunen Kangasniemi i den ekonomiska regionen  S:t Michel och landskapet Södra Savolax, i den södra delen av landet, 230 km norr om huvudstaden Helsingfors. Öns area är 1,5 hektar och dess största längd är 210 meter i sydväst-nordöstlig riktning.